# 弗倫茲維爾 (伊利諾伊州)
弗倫茲維爾（英語：Friendsville）是位於美國伊利諾伊州沃巴什縣的一個非建制地區。該地的面積和人口皆未知。

## 地理
弗倫茲維爾的座標為38°30′11″N 87°48′59″W / 38.50306°N 87.81639°W，而該地的平均海拔高度為144米（即472英尺）。